# Plagiomimicus bajae
Plagiomimicus bajae är en fjärilsart som beskrevs av Charles L. Hogue 1963. Plagiomimicus bajae ingår i släktet Plagiomimicus och familjen nattflyn. Inga underarter finns listade i Catalogue of Life.